# Hyphalosaurus
Hyphalosaurus ist der häufigste Choristodere (ein ausgestorbenes Reptil) der Jehol-Biota. Er lebte in der Unterkreide.

## Merkmale
Hyphalosaurus war 116 cm lang, besaß einen kleinen Schädel mit zahlreichen nadelförmigen Zähnen in der spitzen Schnauze, 13 Reihen Rippen, zwanzig Reihen Bauchrippen, 19 Halswirbel, 16 bis 17 Rückenwirbel drei Sakralwirbel und über 55 Schwanzwirbel. Sein Hals und sein Schwanz waren sehr lang, 20 cm im Falle des Halses. Generell war Hyphalosaurus gut an ein Leben im Wasser angepasst und ernährte sich von Fischen. In der Tat wurden Fische der Gattung Lycoptera in der Nähe des Maules eines Hyphalosaurus-Exemplars auf einer Steinplatte entdeckt.

## Arten
Es sind zwei Arten bekannt: 
- Hyphalosaurus lingyuanensis GAO, TANG, WANG 1999 (Syn.: Sinohydrosaurus lingyuanensis LI, ZHANG, JI, 1999) und
- Hyphalosaurus baitaigouensis JI et al., 2004.

Fossilien von Hyphalosaurus wurden bisher in Fanzhangi nahe Lingyuan und in Wangjiagou, Wanfotang und Hejiaxin im Landkreis Yixian gefunden.